# Mys Touhy
Mys Touhy někdy v češtině též mys Želanija (rusky Мыс Желания) je strmý útes poblíž nejsevernějšího cípu Severního ostrova, ruského souostroví Nová země. Mys pojmenoval nizozemský mořeplavec Willem Barents v roce 1596. V letech 1931–1997 se zde nacházela stejnojmenná polární stanice, která byla během druhé světové války ostřelována německými ponorkami. Dnes patří k chráněným oblastem Národního parku Ruská Arktida.

## Geografie
Mys Touhy je až 28 metrů vysoký strmý útes, spojený s břehem nízkou šíjí. Ze severozápadní a jihovýchodní strany se jeví jako ostrov, ve skutečnosti se jedná o jednu velkou náhorní plošinu. Útes je tvořen ze světle šedého pískovce, který je vystaven silnému zvětrávání. Šíji pak tvoří pískovec smíšený s jílem, hrubým pískem a štěrkem. V blízkosti mysu jsou v moři velké, osamělé kamenné bloky, které tvoří několik skalnatých ostrůvků. Hloubka moře je nerovnoměrná. Mys je zároveň hranici mezi Barentsovým a Karským mořem.

## Historie jména
Na mapě nizozemské expedice Willema Barentse z roku 1596 je mys pojmenován jako Den Hoeck der Begeerte, volně přeloženo jako Vytoužený mys. Chybným překladem do ruštiny byl útes pojmenován jako Mys Touhy. Původní pomorský název útesu byl mys Dochody, což bylo místo, kam se pomorští lovci dostali podél západního pobřeží Nové země. Za mysem bylo již Karské moře, které pro svou ledovou pokrývku bylo nepříznivé pro rybolov.

## Historie
Prvními lidmi, kteří místo objevili, byli pomorští lovci, kteří ho nazvali Mys Dochody, což označovalo místo, kam se dá dojít či doplout. Za mysem se nacházelo Karské moře, velkou část roku pokryté ledem, a proto ho nepovažovali za vhodné pro rybolov. Předpokládá se, že Pomorové navštěvovali Novou zemi již ve 12. století. I když na mnoha místech Nové země byla nalezena torza pomorských obydlí, na mysu Touhy se však pro jeho odlehlost taková obydlí nevyskytují. Pro pomorské lovce bylo místo patrně velmi vzdálené a pobytem by riskovali, že by zde museli přezimovat. Novou zemi raději obepluli z jihu či se plavili přes úžinu Matočkin Šar.
Pro západní svět mys objevil holandský mořeplavec Willem Barents během své třetí arktické expedice v roce 1596.
Během zimování v letech 1912–1913 zde ruská polární expedice Georgije Jakovleviče Sedova umístila astronomické značky. V roce 1927 zde sovětští námořníci z lodě Perseus postavili dřevěnou pyramidu, která byla z dálky dobře viditelná.
V roce 1931 byla na mysu dokončena stavba sovětské polární stanice s meteorologickou stanicí a majákem. V roce 1932 byla stanice převedena pod hlavní správu Severní mořské cesty, které jí připisovalo velkou důležitost a prioritu. Na mysu se prováděla jedinečná meteorologická, hydrometeorologická, povětrnostní a aktinometrická měření. Celoročně zde pracovalo přibližně třicet výzkumníků. Krátce před zahájením druhé světové války bylo na poloostrově Kanin Nos, v průlivu Jugorskij Šar a na mysu Touhy vybudováno vojenské opevnění, jako ochrana Severní mořské cesty před nacistickým Německem. V roce 1941 spolu se zásobami dodal ledoborec G. Sedov na mys Touhy jedno 45 mm dělo, munici a jednoho dělostřelce, který vyškolil civilní personál stanice a provedl cvičnou střelbu, čímž se polárníci stali zároveň obránci vlasti.
Dne 25. srpna 1942 v 5 hodin ráno byla polární stanice napadena německou ponorkou U 255. Nacisté z moře zničili většinu základny, ale nepodařilo se jim vylodit se a základnu obsadit. Budova radiostanice byla dělostřelbou poškozena, ale její aparatura zůstala celá a mohla z ní být obratem odeslána depeše do Diksonu o útoku na základnu. V srpnu 1943 zde sovětská ponorka S-101 potopila německou ponorku U 639, která se vracela z Obského zálivu. Dnes tyto události připomíná pamětní deska na mysu umístěná.
Po válce byla polární stanice obnovena, ale po rozpadu Sovětského svazu byl v roce 1997 z finančních důvodů její provoz ukončen a stanice byla zakonzervována a opuštěna. V roce 2005 zde byla s pomocí Nizozemců instalována bezobslužná automatická meteostanice, která naměřená data satelitně přenášela. Za finanční pomoc byla Nizozemcům na mysu umožněna výstavba pomníku připomínajícího objevitelskou cestu Willema Barentse. O rok později stanici zničil lední medvěd a její činnost už nebyla obnovena.
Od roku 2013 využívá budovy bývalé polární stanice správa Národního parku Ruská Arktida. V tomtéž roce byl mys zbaven veškerého odpadu z minulé činnosti. V současnosti je místo vyhledávaným cílem Národního parku Ruská Arktida využívaného turisty především v letní sezóně. Cestovní kanceláře do míst organizují výlety na ledoborcích, na mysu byly vybudovány turistické stezky, vyhlídkové plošiny a bývalá polární stanice byla proměněna v muzeum, které turistům ukazuje historii sovětského dobývání Arktidy.

## Podnebí
Klima mysu je ovlivněno Barentsovým a Karským mořem, na jejichž rozvodí se nachází. Průměrná dlouhodobá teplota vzduchu je  -9,6 °C. Průměrná teplota v srpnu (nejteplejším měsíci) je +2,3 °C, v březnu (nejchladnějším měsíci) je průměrná teplota -20,4 °C. Maximální naměřená teplota byla +21,0 °C a minimální byla -49,0 °C.
V oblasti spadne během roku 321 mm atmosférických srážek. Vítr vane převážně z jihovýchodního a severozápadního směru. Průměrná rychlost větru dosahuje 7,8 m/s. Od konce září se tvoří stabilní sněhová pokrývka, která definitivně mizí koncem června. Léta jsou zde chladná, doprovázená častými mlhami.

## Objekty na mysu
- Maják Touhy
- Polární stanice Mys Touhy, která je od roku 2013 využívána jako stanice pro turistiku v Národním parku.

## Galerie

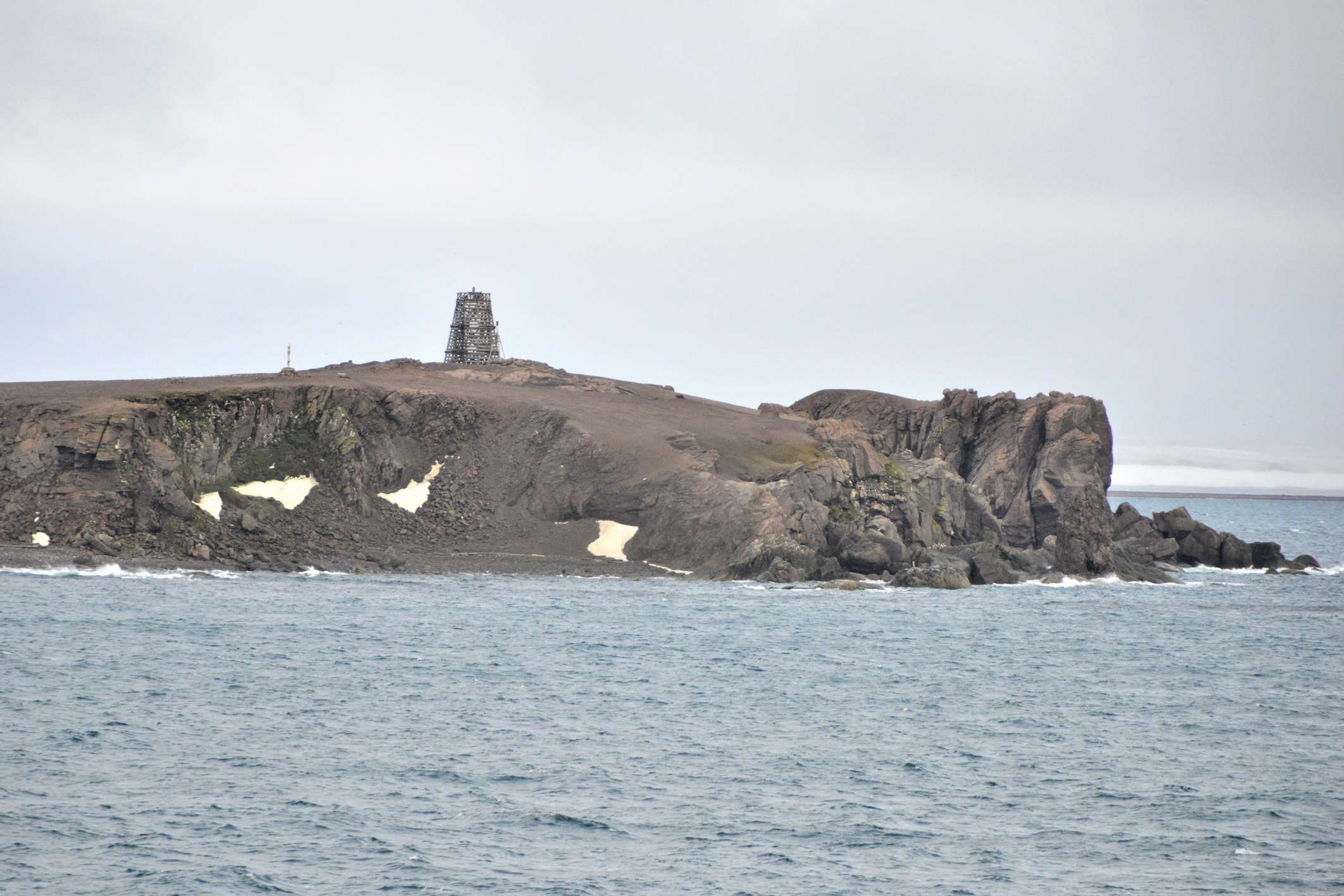
Maják na mysu (2014)
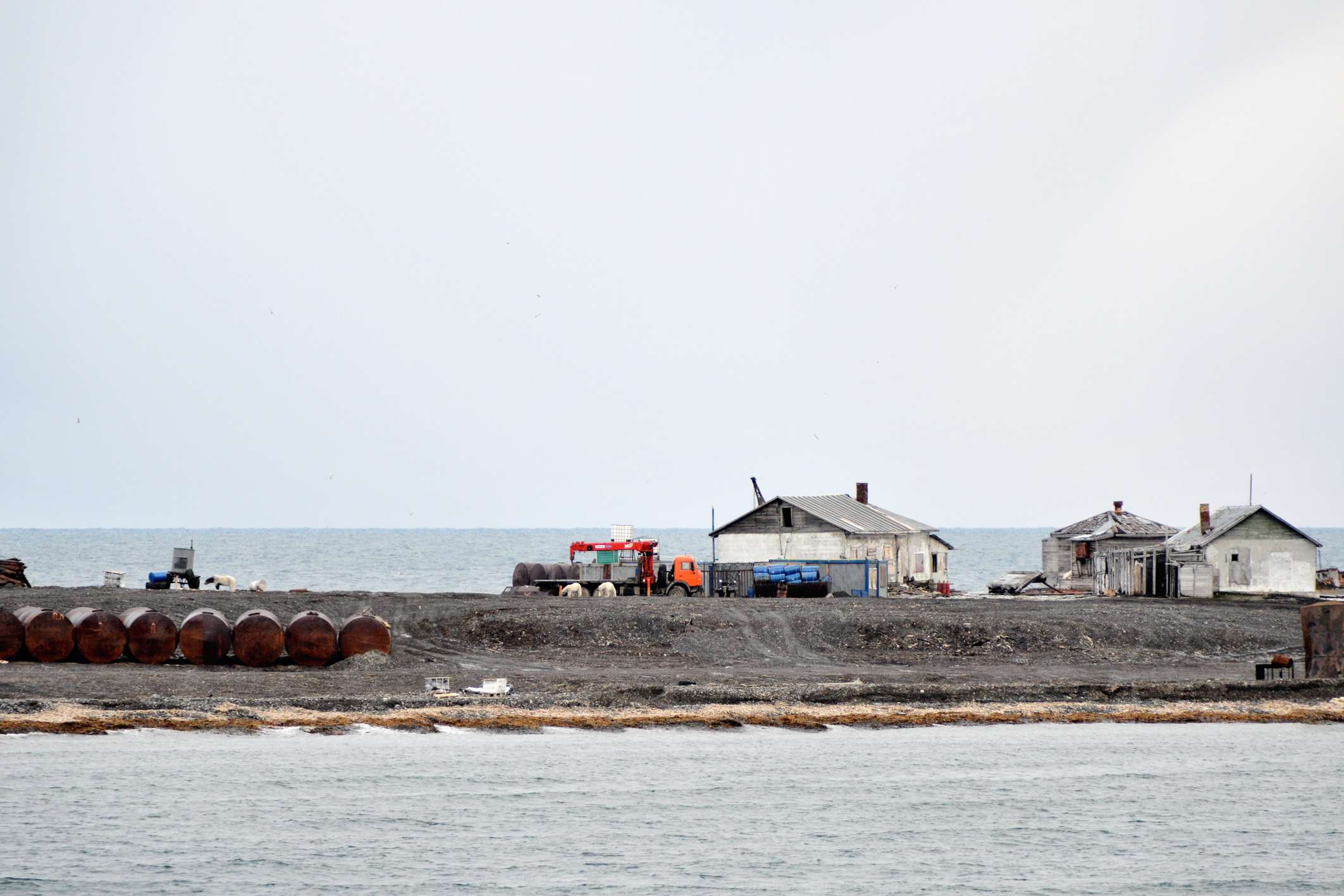
Meteorologická stanice Mys Touhy (2014)
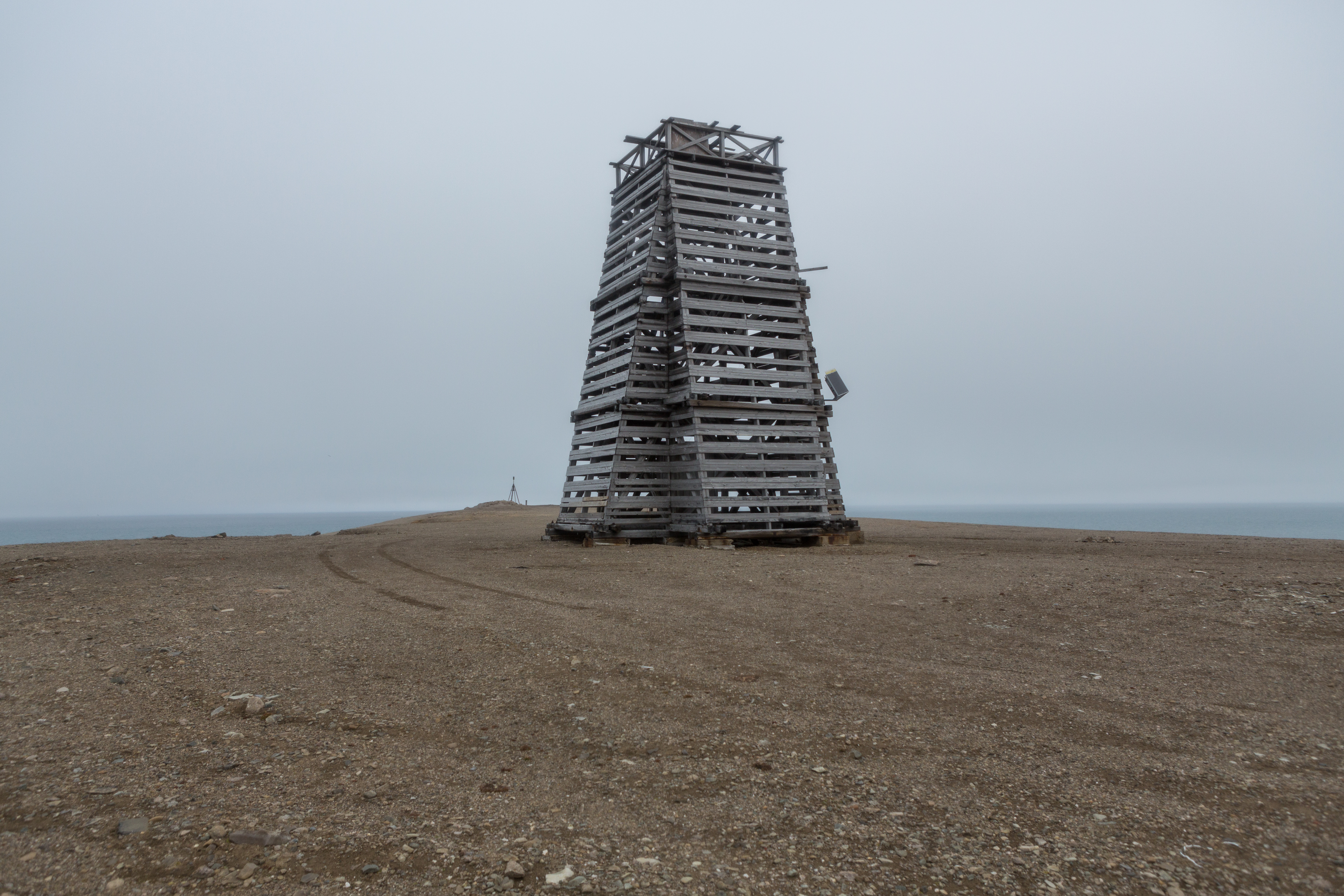
Mys Touhy (2015)
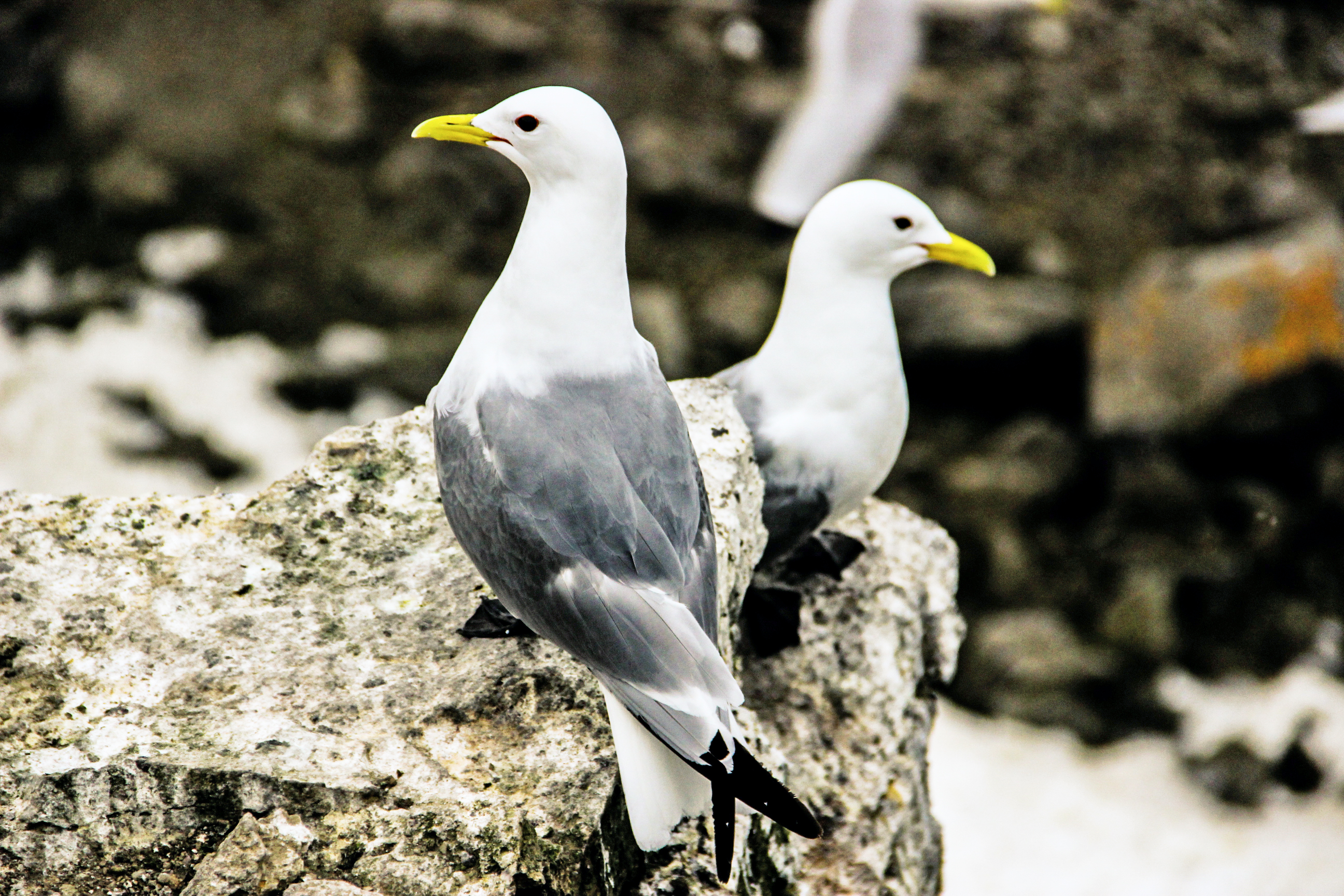
Rackové na mysu Touhy